# Free Studio
Free Studio es un software gratuito desarrollado por DVDVideoSoft Ltd. Es un paquete de programas que contiene varias aplicaciones. Los programas están disponibles en un solo completo de instalación que reúne todos los programas, cada programa también está disponible para la instalación como un programa independiente.

## Resumen
Free Studio consiste en 47 programas, los mismos están agrupados en 8 secciones: YouTube, MP3 & Audio, CD-DVD-BD, DVD y Video, Foto & Imágenes, Móviles, Dispositivos Apple y 3D. La sección de móviles es la más numerosa, conteniendo 12 aplicaciones diferentes. La sección de DVD & Video es la segunda sección más larga con 10 aplicaciones. De cualquier forma la sección de Youtube y sus programas de descarga y subida han ganado más popularidad entre sus usuarios.

## Características
La sección de Youtube incluye herramientas para descargar vídeos de Youtube, para reproducirlos en la computadora, iPod, PSP, iPhone, Blackberry, para extraer audio de los vídeos de Youtube, para grabar los vídeos de Youtube en un DVD, para subir vídeos a Youtube o a Facebook, Free Youtube to MP3 Converter está entre las 5 aplicaciones más populares en la revista Chip Magazine Top 100 Chart.
La sección de MP3 y Audio consiste en los programas que convierten audio a diferentes formatos. Convierten archivos de audio a Flash para publicarlos en un sitio web, para extraer audio de archivos de vídeo, editar archivos de audio, rippear y grabar CD.
Las aplicaciones para grabar archivos y carpetas en discos, para convertir archivos de DVD y al contrario, grabar CD, copiar CD en música digital, los programas están adjuntos a la sección de CD-DVD-BD.
La sección de DVD & Video contiene el software con la tarea de convertir vídeos entre formatos diferentes, convertir archivos de vídeos a Flash para publicarlos en un sitio web, para voltear, rotar y cortar vídeos.
La sección de Fotos & Imágenes incorpora programas para conversión, cambio de tamaño, extracción de fotogramas de tipo JPG desde vídeos, grabar la pantalla y hacer capturas de pantalla.
Las utilidades para convertir vídeo a formatos que pueden ser reproducidos en diferentes dispositivos (BlackBerry, HTC, Teléfonos LG, Sony Ericsson, Nintendo, Xbox, Teléfonos Motorola, etc) están en la sección de Móviles.
Los programas con la tarea de convertir vídeos a formatos de dispositivos Apple para reproducirlos en un iPod, iPhone, iPad y Apple TV están incluidos en la sección de Dispositivos Apple.
La sección 3D está compuesta por programas para hacer 3D vídeos e imágenes.

## Confiabilidad
DVDVideoSoft asegura que cada programa está libre de spyware y adware. Los programas han sido probados por sitios de buena reputación como Chip Online, Tucows, Snapfiles, Bothersoft y Softonic y han ganado premios de estos mismos sitios.

## Sistemas operativos soportados
Free Studio se puede ejecutar bajo Windows XP/Vista/7/8. Si la versión .NET Framework no cumple con los requisitos mínimos, el asistente de instalación del programa ofrecerá la opción de descargarlo e instalarlo desde la página oficial de Microsoft.

## Críticas
Free Studio es conocido por la instalación de su barra de herramientas y su motor de búsqueda.

## Desarrollador
El proyecto de DVDVideoSoft fue lanzado en 2006. Los fundadores distribuían software de pago al principio, sin embargo, más tarde sus propios productos fueron publicados en su sitio web. El primer programa Free Youtube Download inmediatamente ganó popularidad entre los admiradores de Youtube. Este suceso inspiró a DVDVideoSoft y crearon más aplicaciones para Youtube. Después DVDVideoSoft comenzó a desarrollar diferentes tipos de aplicaciones a petición de sus usuarios. Hoy DVDVideoSoft actualiza su software y lanza nuevos productos en muchos aspectos debido a la discusión animada y los comentarios de los usuarios en la página del foro de DVDVideoSoft.
- Datos: Q1453441